# Javanski čovjek
Javanski čovjek (Pithecanthropus erectus, lat. za "uspravan čovjek-majmun"), je primjer Homo erectusa (Homo erectus erectus, lat. za "uspravan čovjek") koji se smatra za nasljednika Australopiteka i pretka Homo sapiensa, suvremenog čovjeka.
Skupinu fosilnih uzoraka (tjeme lubanje, bedrena kost i nekoliko zuba, neke kosti skeleta i veliki broj kamenog oruđa) otkrio je francuski arheolog Eugène Dubois na obalama rijeke Solo (Java) 1891. godine. Potpunije nalaze je pronašao njemački paleontolog Gustav Heinrich Ralph von Koenigswald kod sela u Sangirana, 18 km sjevernije 1936. godine. Nalazi tzv. "Mojokerto djeteta" se smatraju starima otprilike 1,66-1,81 milijun godina, što ga čini otprilike podjednako starima kao i nalazi Homo erectusa pronađenog u Koobi Fora u Keniji. Do tih nalaza pronađenih u Velikoj rasjednoj dolini u Keniji 1974. godine, ostaci javanskog čovjeka su se smatrali za najstarije nalaze Homonima na svijetu.
Sinantropi su živjeli uglavnom sakupljačkim načinom života, ali su se bavili i lovom.
Pekinški čovjek se povezuje s pitekantropom iz Kine, iz arheološkog nalazišta Zhoukoudian (Pekinški čovjek). Neki znanstvenici pretpostavljaju da je upravo ova grana Homo erectusa pronađena u Aziji poveznica između modernog čovjeka i njegovih predaka, dok većina znanstvenika da je to Homo erectus pronađen u Africi (vjerojatno Homo ergaster).

## Vanjske poveznice
- How Man Began  Arhivirana inačica izvorne stranice od 21. kolovoza 2013. (Wayback Machine) (engl.)
- Iskapanja Eugène Duboisa u središnjoj Javi (Youtube video) (engl.)

|  | Zajednički poslužitelj ima još gradiva o temi Pekinški čovjek |